# Osnîțk, Rokîtne
Osnîțk (în ucraineană Осницьк) este un sat în comuna Rokîtne din regiunea Rivne, Ucraina.

## Demografie
Componența lingvistică a localității Osnîțk
     Ucraineană (99,59%)
     Alte limbi (0,42%)
Conform recensământului din 2001, majoritatea populației localității Osnîțk era vorbitoare de ucraineană (99,59%), existând în minoritate și vorbitori de alte limbi.